# Parafia św. Marka (Dominika)
Parafia świętego Marka (ang. Saint Mark Parish) – jedna z 10 parafii we Wspólnocie Dominiki, znajdująca się w południowej części kraju. Stolicą parafii jest Soufriére.
Graniczy z parafiami: św. Łukasza od północy oraz św. Patryka od wschodu.

## Miejscowości
- Soufriére
- Scotts Head
- Galion